# 花まるカンパニー
『花まるカンパニー』（はなまるカンパニー）は、秋元奈美による日本の漫画作品。
『なかよし』（講談社）にて1988年4月号から1988年8月号まで連載された。単行本は同社の講談社コミックスなかよしより全1巻。作者初の単行本の表題作になった。

## 書誌情報
- 秋元奈美 『花まるカンパニー』 講談社〈なかよしKC〉1988年11月5日第1刷発行、ISBN 4-06-178620-2
  - 表題作のほか、読み切り作品「瞳の中のブルーBOY」「わんだーらんどランデブー」が同時収録されている。